# Moti Kakun
Moti Kakun (in ebraico מוטי קקון‎?; Petah Tiqwa, 16 novembre 1972) è un ex calciatore israeliano, di ruolo attaccante.

## Palmarès

### Club
- Liga Leumit: 1

Hapoel Kfar Saba: 2004-2005
- Coppa d'Israele: 1

Hapoel Petah Tiqwa: 1991-1992

### Individuale
- Capocannoniere del campionato israeliano: 1

1996-1997 (20 reti)